# Episodi di Stadtklinik (quinta stagione)
La quinta stagione della serie televisiva Stadtklinik è stata trasmessa in anteprima in Germania dalla RTL tra il 19 ottobre 1995 e l'11 gennaio 1996.
| nº | Titolo originale  | Titolo italiano | Prima TV Germania | Prima TV Italia |
| -- | ----------------- | --------------- | ----------------- | --------------- |
| 1  | Verbotene Liebe   | inedito         | 19 ottobre 1995   | inedito         |
| 2  | Letzte Hoffnung   | inedito         | 26 ottobre 1995   | inedito         |
| 3  | Arbeit            | inedito         | 2 novembre 1995   | inedito         |
| 4  | Drogen und Liebe  | inedito         | 9 novembre 1995   | inedito         |
| 5  | Vater und Sohn    | inedito         | 16 novembre 1995  | inedito         |
| 6  | Der Heiratsantrag | inedito         | 23 novembre 1995  | inedito         |
| 7  | Der Schock        | inedito         | 30 novembre 1995  | inedito         |
| 8  | Der Zweifel       | inedito         | 7 dicembre 1995   | inedito         |
| 9  | Der Seitensprung  | inedito         | 14 dicembre 1995  | inedito         |
| 10 | Fatale Erinnerung | inedito         | 21 dicembre 1995  | inedito         |
| 11 | Das Verbrechen    | inedito         | 4 gennaio 1996    | inedito         |
| 12 | Der Anschlag      | inedito         | 11 gennaio 1996   | inedito         |